# Поярков, Владимир Александрович
Влади́мир Алекса́ндрович Поя́рков (1920—1955) — советский военнослужащий. Участник Великой Отечественной войны. Герой Советского Союза (1943). Гвардии капитан.

## Биография
Владимир Александрович Поярков родился 1 февраля 1920 года в городе Николаеве Херсонской губернии Советской Украины (ныне город, административный центр Николаевской области Украины) в семье рабочего Александра Михайловича Пояркова (1896—1973) и Татьяны Герасимовны Поярковой (1897—1981). Русский.
Образование 10 классов. После школы Владимир Александрович решил стать военным и в 1939 году поступил в 14-ю Харьковскую специальную артиллерийскую школу, по окончании которой продолжил обучение в Ленинградском артиллерийском училище.
На фронтах Великой Отечественной войны командир артиллерийского взвода лейтенант В. А. Поярков с июня 1941 года. В боях был тяжело ранен, лечился в госпитале. В феврале 1942 года его направили в 875-й гаубичный артиллерийский полк, формирование которого началось в резерве Ставки Верховного Главнокомандования. Офицера, уже имевшего опыт участия в боевых действиях, назначили на должность командира штабной батареи. После завершения формирования личный состав полка занимался напряжённой боевой учёбой. В январе 1943 года он был переброшен на Воронежский фронт. В ходе начавшейся Острогожско-Россошанской операции дивизионы полка поддерживали наступление 18-го отдельного стрелкового корпуса, своими действиями обеспечили успех стрелковых подразделений и нанесли существенный урон врагу. За отличие в операции 875-й гаубичный артиллерийский полк был преобразован в 111-й гвардейский.
В марте 1943 года гвардии старший лейтенант В. А. Поярков был переведён на должность командира 1-й батареи 111-го гвардейского гаубичного артиллерийского полка РГК. До лета 1943 года батарея Пояркова удерживала позиции на южном фасе Курской дуги в районе села Краснополье Сумской области в полосе обороны 38-й армии и в позиционных боях нанесла заметный урон врагу в живой силе и технике. Так, 14 апреля батарея уничтожила станковый пулемёт и 81-миллиметровый миномёт, а также прямым попаданием взорвала склад с боеприпасами. 16 апреля огнём батареи был накрыт овраг, в котором засели немцы. В результате огня артиллеристов Пояркова немцы потеряли ручной пулемёт, 2 миномёта и до взвода пехоты. 28 апреля батарея расстреляла автоколонну противника, уничтожив 13 автомашин и взвод вражеских солдат.
В ходе оборонительной фазы Курской битвы 111-й гвардейский полк участвовал в отражении немецкого наступления в полосах обороны 40-й, 5-й гвардейской и 6-й гвардейской армий. 8 июля 1943 года батарея гвардии старшего лейтенанта В. А. Пояркова отразила несколько атак противника у деревни Берёзовка Ивнянского района Белгородской области, в ходе боёв уничтожив 3 станковых пулемёта, 1 противотанковое орудие, 4 автомашины, 1 тяжёлый танк «Тигр» и до 70 солдат и офицеров вермахта. Владимир Александрович был тяжело контужен, но не ушёл с поля боя. 14 июля 1943 года в бою за деревню Кочетовка артиллеристы Пояркова обеспечили успешное отражение вражеских контратак, уничтожив в ходе боя 1 станковый пулемёт, до 40 немецких солдат и подавив огонь 105-миллиметровой батареи. Во время контрудара Воронежского фронта на Курской дуге батарея Пояркова оказывала огневую поддержку своей пехоте. Сам гвардии лейтенант Поярков нередко брался за автомат и несколько раз личным примером поднимал стрелковые подразделения в атаку. В августе 1943 года Владимир Александрович участвовал в Белгородско-Харьковской операции, во время которой 111-й гвардейский гаубичный артиллерийский полк поддерживал наступление стрелковых частей 40-й армии Воронежского фронта. Стрелковые роты и батальоны, которым оказывала содействие батарея гвардии старшего лейтенанта В. А. Пояркова, всегда успешно выполняли поставленные боевые задачи. Во время операции Владимир Александрович был ранен, но остался в строю. Особо отличился в самом начале Сумско-Прилукской операции Битвы за Днепр в боях с 26 по 29 августа 1943 года.
В ходе начавшегося наступления 111-й гвардейский гаубичный артиллерийский полк оказывал огневую поддержку подразделениям 29-й стрелковой дивизии 40-й армии Воронежского фронта. Перед батареей гвардии старшего лейтенанта В. А. Пояркова командиром полка была поставлена задача выдвинуться в район села Вельбовка и занять огневые позиции на краю Гадячского Бора восточнее города Гадяч. Ускоренным маршем к пяти часам утра артиллеристы вышли к заданной цели, но в момент развёртывания батареи они были атакованы превосходящими силами пехоты противника. Стремясь замедлить наступление советских войск, немцы перебросили в район Гадяча три пехотные дивизии СС и ранним утром 26 августа перешли в контратаку. На острие их удара и оказались 106-й стрелковый полк 29-й стрелковой дивизии и 111-й гвардейский гаубичный артиллерийский полк РГК. В течение всего дня немцы яростно атаковали позиции советских артиллеристов и пехотинцев, но несмотря на многократное численное превосходство всякий раз вынуждены были отходить на исходные позиции, неся большие потери. Более того, к вечеру того же дня гвардии старший лейтенант Поярков организовал прочёсывание лесного массива и выбил из него засевших там немецких автоматчиков. Однако вечером стали поступать тревожные сведения: разведчики доложили, что противник обошёл позиции полков и занял село Веприк, тем самым отрезав их от основных сил армии. Единственным возможным путём отхода оставалась дорога на Зеньков. Возглавив разведгруппу, В. А. Поярков произвёл разведку дороги и обнаружил, что немецкие части уже заняли село Тёплое. Когда эти сведения были доставлены в штаб, стало ясно, что полк попал в окружение. К утру 27 августа окружённым частям по рации поступил приказ прорываться к своим. Во время перехода к селу Веприк гвардии старший лейтенант В. А. Поярков во главе отряда пехоты шёл в авангарде, выявляя и уничтожая засады врага. К середине дня окружённые подразделения вышли к юго-западной окраине села Веприк, где завязали бой с превосходящими силами немцев. Однако попытка прорыва оказалась неудачной. В бою у села Веприк Владимир Александрович был тяжело ранен. Артиллеристы и пехотинцы заняли оборону в полутора километрах южнее населённого пункта, где начали возводить переправу через речку Веприк. При отражении атак противника, пытавшегося пробиться к переправе, тяжело раненый В. А. Поярков находился в боевых порядках своей батареи, своим оптимизмом, пламенными речами и готовностью сражаться с врагом поднимая боевой дух подразделения. В ночь на 29 августа 106-й стрелковый полк и 111-й гвардейский гаубичный артиллерийский полк форсировали водную преграду, и пройдя двадцать километров по бездорожью и болотам по территории, занятой противником, вышли к своим, сохранив 16 орудий и автомашины.
За образцовое выполнение боевых заданий командования на фронте борьбы с немецкими захватчиками и проявленные при этом отвагу и геройство указом Президиума Верховного Совета СССР от 9 октября 1943 года гвардии старшему лейтенанту Пояркову Владимиру Александровичу было присвоено звание Героя Советского Союза.
После войны В. А. Поярков по состоянию здоровья уволился в запас в звании капитана. Жил в Харькове. В 1951 году окончил Харьковский юридический институт, после чего был направлен на работу в Одесский областной суд. 10 сентября 1955 года Владимир Александрович скончался. Похоронен на Втором одесском кладбище (участок 4).

## Награды
- Медаль «Золотая Звезда» (09.10.1943);
- орден Ленина (09.10.1943);
- орден Отечественной войны 1-й степени (17.08.1943);
- медали.